# 対馬市立久和小学校
対馬市立久和小学校（つしましりつ くわしょうがっこう, Tsushima City Kuwa Elementary School）は長崎県対馬市厳原町久和にあった公立小学校。2013年（平成25年）3月に閉校した。

## 概要
歴史
1875年（明治8年）に開校した「公立小茂田学区久和分校」を前身とする。2010年（平成22年）に創立135周年を迎えた。2013年（平成25年）3月に閉校し、対馬市立久田小学校へ統合された。

校区
住所表記で対馬市厳原町の後に「久和」の続く地域。中学校区は対馬市立久田中学校。

## 沿革
- 1875年（明治8年）4月 - 「公立小茂田学区久和分校」が開校。
- 1886年（明治19年）6月 - 小学校令により簡易科を設置の上、「簡易久和小学校」に改称。
- 1887年（明治20年）4月 - 校舎を新築移転。
- 1895年（明治28年）4月 - 「久和尋常小学校」に改称。
- 1905年（明治38年）4月 - 久和189番地に新築移転。
- 1908年（明治41年）4月1日 - 島嶼町村制施行により、久田村が厳原村に編入される。
- 1921年（大正10年）
  - 4月1日 - 実業補習科を設置。
  - 11月 - 久田村内の尋常小学校の統廃合が行われ、「久田尋常小学校久和分教場」となる。
- 1935年（昭和10年）4月1日 - 実業補習科を青年学校とする。
- 1941年（昭和16年）4月1日 - 国民学校令により、「久田村国民学校久和分教場」に改称。
- 1947年（昭和22年）4月1日 - 学制改革（六・三制の実施）。
  - 「久田村立久田小学校久和分校」となる。
  - 久田村立久田中学校（新制中学校）より、暫定措置として久和地区中学生を対象に分校で授業を行うよう委託される。
- 1948年（昭和23年）
  - 1月 - 久和分校の中学生が、久田中学校本校に通学するようになる。
  - 3月31日 - 併設の青年学校が廃止される。
  - 7月21日 - 久和分校PTAが発足。
  - 9月16日 - 久田中学校本校への通学が困難として、久田村立久田中学校久和分校の設置が認可される。
- 1949年（昭和24年）
  - 4月1日 - 久田村立久田中学校久和分校が併設される。
  - 4月25日 - 乙和多津美神社の北側に旧・竜崎兵舎を移築し、分校新校舎が完成。まず中学校分校が移転する。
- 1950年（昭和25年）9月17日 - 小学校分校も新校舎（中学校分校と同じ場所）に移転。
- 1951年（昭和26年）3月3日 - 厳原町の古藤旅館より石柱が寄贈の上、海路により運搬、校門として設置される。
- 1952年（昭和27年）
  - 5月 - 運動場を拡張。
  - 11月12日 - 自家発電により久和地区全域に電灯が設置される。
- 1953年（昭和28年）3月1日 - 久和地区公民館が旧兵舎の移築により完成。拡声器が設置される。
- 1954年（昭和29年）7月13日 - 大洪水により、地区全体が水没する。運動場が崩れる。
- 1955年（昭和30年）8月10日 - 運動場が復旧。
- 1956年（昭和31年）
  - 3月13日 - 校庭に桜苗20本を植樹。
  - 4月1日 - 久和分校と内院（ないいん）分校が統合[1]され、「久田村立和内小学校・中学校」が開校。久和分校は「久和校舎」として継続使用される。
  - 9月30日 - 久田村が厳原町に編入されたことにより、「厳原町立和内小学校・中学校 久和校舎」と改称。
- 1961年（昭和36年）4月1日 - 統合不調により和内小学校・中学校が廃止され、「厳原町立久和小学校・中学校」と厳原町立内院小学校・中学校[2]に分離。
- 1967年（昭和42年）
  - 5月23日 - 現在地に新校舎が完成し、移転。運動場を整備。簡易水道を設置。
  - 8月16日 - 台風7号により、新築の校舎が大破する。
- 1968年（昭和43年）
  - 2月 - 前年の台風で大破した校舎が復旧完了。
  - 6月1日 - 中学校鉄骨新校舎が完成。
- 1970年（昭和45年）5月23日 - 旧校舎から校門が移設される。
- 1971年（昭和46年）4月19日 - 完全給食を開始。
- 1993年（平成5年）3月31日 - 久和中学校が厳原町立久田中学校に統合されたことにより、併設を解消し、小学校単独となる。
- 2004年（平成16年）3月1日 - 対馬市の発足により、「対馬市立久和小学校」（現校名）に改称。
- 2013年（平成25年）3月31日 - 対馬市立久田小学校への統合により、閉校。

## アクセス
最寄りのバス停
- 対馬交通 「久和」バス停

最寄りの県道
- 長崎県道24号厳原豆酘美津島線

## 周辺
- 厳原久和簡易郵便局
- 乙和多都美神社（おとわたつみ）
- 久和川
- 久和漁港